# 大畑徹
大畑 徹（おおはた とおる、1961年1月10日 - ）は、福岡県福岡市出身の元プロ野球選手（投手）。左投左打。

## 来歴・人物
福岡第一高から九州産業大学に進む。福岡六大学リーグでは1年上の中原朝日投手との二本柱で活躍し、在学中7季連続優勝。1年春に最優秀選手となり、秋の明治神宮大会では初戦で同大・中本茂樹と投げ合い、7-0（8回コールド）で完封勝利。キレの良い速球とカーブとスライダーを武器に通算50勝2敗、最優秀選手5回、6季連続ベストナイン、完全試合1回、ノーヒットノーラン1回、39連勝という素晴らしい成績を挙げ、1982年の日米大学野球選手権大会日本代表に九州の大学から初めて選ばれる。大学同期に村井一男、松浦英信がいた。
1982年のプロ野球ドラフト会議で横浜大洋ホエールズより九州出身投手として史上初となるドラフト1位指名を受け入団。当時左腕投手不足だった大洋で大いに期待された。
1983年から一軍登板を果たす。
1985年には3先発を含む11試合に登板するが、制球難と体力不足で実績を残せず、同年11月に木田勇・高橋正巳との交換トレードで金沢次男と共に日本ハムファイターズに移籍。球団初の背番号0を着けた。
1987年に現役を引退。
その後は日本ハム、ダイエーで打撃投手を務めたほか、プロ野球マスターズリーグでは福岡ドンタクズに在籍していた。2007年には新規設立のクラブチーム・嘉麻市バーニングヒーローズで投手として登録された。
1987年、女性アイドルグループ「スターボー」のリーダーIMATOと結婚。2000年に離婚。一男一女。長男の大畑豪は地元福岡で若者向けファッションブランドを展開するほか、中央区警固にてヨーロッパのインポートブランドを取り扱うセレクトショップを展開するなど青年実業家として活躍中。

## 詳細情報

### 年度別投手成績
| 年 度    | 球 団    | 登 板 | 先 発 | 完 投 | 完 封 | 無 四 球 | 勝 利 | 敗 戦 | セ 丨 ブ | ホ 丨 ル ド | 勝 率 | 打 者 | 投 球 回 | 被 安 打 | 被 本 塁 打 | 与 四 球 | 敬 遠 | 与 死 球 | 奪 三 振 | 暴 投 | ボ 丨 ク | 失 点 | 自 責 点 | 防 御 率 | W H I P |
| -------- | -------- | ----- | ----- | ----- | ----- | -------- | ----- | ----- | -------- | ----------- | ----- | ----- | -------- | -------- | ----------- | -------- | ----- | -------- | -------- | ----- | -------- | ----- | -------- | -------- | ------- |
| 1983     | 大洋     | 1     | 0     | 0     | 0     | 0        | 0     | 0     | 0        | --          | ----  | 8     | 2.0      | 1        | 0           | 3        | 0     | 0        | 0        | 0     | 0        | 0     | 0        | 0.00     | 2.00    |
| 1984     | 大洋     | 3     | 0     | 0     | 0     | 0        | 0     | 0     | 0        | --          | ----  | 13    | 3.0      | 2        | 0           | 2        | 0     | 0        | 2        | 0     | 0        | 0     | 0        | 0.00     | 1.33    |
| 1985     | 大洋     | 11    | 3     | 0     | 0     | 0        | 0     | 2     | 0        | --          | .000  | 86    | 16.2     | 30       | 3           | 9        | 1     | 0        | 15       | 1     | 0        | 15    | 12       | 6.48     | 2.34    |
| 1986     | 日本ハム | 7     | 0     | 0     | 0     | 0        | 0     | 0     | 0        | --          | ----  | 32    | 5.1      | 12       | 1           | 5        | 0     | 1        | 4        | 0     | 0        | 8     | 8        | 13.50    | 3.19    |
| 通算:4年 | 通算:4年 | 22    | 3     | 0     | 0     | 0        | 0     | 2     | 0        | --          | .000  | 139   | 27.0     | 45       | 4           | 19       | 1     | 1        | 21       | 1     | 0        | 23    | 20       | 6.67     | 2.37    |

### 記録
- 初登板：1983年8月21日、対読売ジャイアンツ22回戦（横浜スタジアム）、7回表に5番手で救援登板・完了、2回無失点
- 初奪三振：1984年5月12日、対中日ドラゴンズ8回戦（ナゴヤ球場）、8回裏に宇野勝から
- 初先発登板：1985年4月14日、対読売ジャイアンツ2回戦（後楽園球場）、2回2失点で敗戦投手

### 背番号
- 21 （1983年 - 1985年）
- 0 （1986年 - 1987年）
- 65 （1988年 - 1989年）
- 95 （1990年）
- 108 （1991年 - 1992年）
- 92 （1993年 - 1996年）